# Олинский, Иван Григорьевич
Иван Григорьевич Олинский (1 января 1878, Елисаветград, Херсонская губерния — 11 февраля 1962) — американский художник и преподаватель изобразительного искусства русского происхождения.

## Биография
Олинский родился в Елисаветграде, Российская империя (ныне Кропивницкий, Украина). Иммигрировав в США в возрасте двенадцати лет, он учился в Национальной академии дизайна, затем работал у американского художника-монументалиста Джорджа Уиллоуби Мейнарда, затем у Элмера Гарнси, а затем у Джона Ла Фаржа в Бостоне примерно до 1906 года. 
Олинский стал наиболее известен своими женскими портретами в стиле, тяготеющем к импрессионизму. В 1919 году он стал полноправным членом Национальной академии дизайна и долгое время работал преподавателем в Лиге студентов-художников Нью-Йорка на Манхэттене, Нью-Йорк. 
К 1942 году он жил в Нью-Лондоне, штат Коннектикут. В декабре 1961 года у Олинского случился инсульт, а 11 февраля 1962 года он умер.

## Память
Его вторая дочь, Тоска Олински (1909–1984), сама была известной художницей. И отец, и дочь связаны с колонией художников Олд-Лайм в Олд-Лайме, штат Коннектикут. Документы Олинского хранятся в Смитсоновском институте.